# Liste der Monuments historiques in Quaëdypre
Die Liste der Monuments historiques in Quaëdypre führt die Monuments historiques in der französischen Gemeinde Quaëdypre auf.

## Liste der Bauwerke
| Bezeichnung          | Beschreibung              | Standort | Kennzeichnung | Schutzstatus | Datum | Bild           |
| -------------------- | ------------------------- | -------- | ------------- | ------------ | ----- | -------------- |
| Herrenhaus Blauwhuys |                           | (Lage)   | PA00107777    | Inscrit      | 1978  |                |
| Kirche St-Omer       | Erbaut im 11. Jahrhundert | (Lage)   | PA00107776    | Classé       | 1983  | weitere Bilder |